# Goldsmiths' Hall
Goldsmiths' Hall est un bâtiment classé Monument de Grade I situé dans la City de Londres. Il a servi comme bureau et siège de la guilde des orfèvres de Londres, la Worshipful Company of Goldsmiths, l'une des compagnies de la City de Londres.

## Histoire
La Société a été fondée à cet endroit depuis 1339, le bâtiment actuel étant leur troisième salle sur le site.

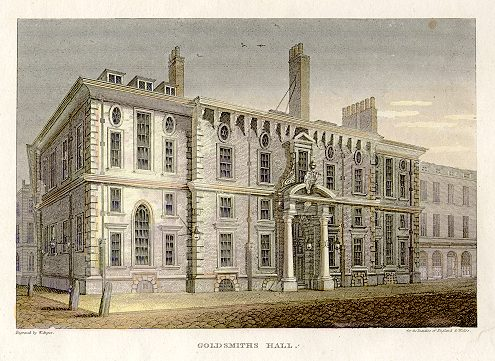
Le deuxième Goldsmiths' Hall vers 1814

La première salle a été reconstruite en 1407 par Drugo Barentyn, un orfèvre qui a servi deux fois comme Lord-Maire de Londres. La deuxième salle a été construite vers 1634-36 et restaurée après le Grand Incendie de Londres en 1666 ; elle a finalement été démolie à la fin des années 1820.
Le troisième et actuel hall a été conçu par Philip Hardwick. La bâtisse, de style classique, occupe un bloc entier. Malgré sa grande taille, c'est le deuxième plus grand hall londonien après la Worshipful Company of Plaisterers' Plaisterers Hall au 1, London Wall. Parmi les personnes présentes au dîner d'ouverture en 1835, on compte le Duc de Wellington et Robert Peel.
En 1941, une bombe a explosé dans son angle sud-ouest, mais étonnamment, le bâtiment a survécu ; il a été restauré après la Seconde Guerre mondiale.
De temps à autre, le Maître et les Gardiens de la Guilde prévoient des journées portes ouvertes pour visiter le Goldsmiths' Hall.
Samuel Pepys a assisté aux funérailles de Sir Thomas Vyner de Goldsmiths' Hall.